# Свято-Троїцька церква (Білка)
Свято-Троїцька церква — прихід російської православної церкви в Україні, розташований в селі Білка, Березівський район, Одеська область. На 24.02.2022 р. має власників з Російської Федерації, в обличчі настоятеля Свято-Троїцького Олександро-Свирського чоловічого монастиря Ленінградської області, отця Лукіана (в миру — Куценко Леонід Сергійович).
Засновник приходу, Куценко Леонід Сергійович, є вихідцем з села Білки, який закінчив Духовну семінарію у 1990-х роках і отримав постриг з іменем Лукіан. 25 квітня 1997 р. архимандрита Лукіана зареєстрував Устав православного приходу в селі Білка. За його проханням було виділено покинуту будівлю, на базі якої зведено престол і освячено храм в честь Святої Троїці. Храм був зведений в грудні 2003 р. і переведений до Одеської єпархії. 6 червня 2004 р. храм було освячено митрополитом Агафангелом, який здійснив хресних хід навколо храму.
До 11.07.2017 р. керівником приходу був Ткаченко Станіслав Володимирович, а наданий час — Решетнюк Віталій Васильович. Куценко Леонід Георгійович зареєстрований власником релігійної громади на момент 2022 р.